# A Law Unto Himself (film 1916)
A Law Unto Himself è un film muto del 1916 diretto da Robert Broadwell.

## Trama
Per vendicare la morte del fratello, linciato dalla folla, Jean Belleau organizza una piccola banda con la quale commette degli atti criminali contro la città. Uno dei boss politici locali, il senatore Thurston, tiene continuamente dei discorsi accesi contro Jean, incitando lo sceriffo ad arrestarlo. Ma Allan, lo sceriffo, non vede grande differenza tra le gesta di Belleau e quello dei politici che saccheggiano pure loro i cittadini. Oltretutto, Allan assomiglia notevolmente al bandito e la gente in città finisce per credere che lui sia proprio Belleau. Quando lo sceriffo viene arrestato, Jean Belleau - non volendo che un innocente paghi per lui - vorrebbe costituirsi ma uno della banda, temendo di andare a finire in tribunale, lo uccide.

## Produzione
Il film fu prodotto dalla David Horsley Productions e dalla Centaur Film Company.

## Distribuzione
Distribuito dalla Mutual Film (come Mutual Masterpieces De Luxe Edition) il film uscì nelle sale cinematografiche USA il 28 febbraio 1916.